# تفجيرات العراق 20 آذار 2012
هجمات 20 مارس 2012 في العراق: موجة من التفجيرات المتزامنة السادسة التي ضربت العراق والثاني من نوعه بعد الانسحاب الأمريكي في نهاية عام 2011، 50 شخصا قتلوا على الأقل واصيب حوالي 250 بجروح في هجمات منسقة للغاية وقعت في 10 مدن. أعنف الهجمات وأكثرها دموية شهدتها مدينة كربلاء حيث خلف تفجيرين أكثر من 13 قتيلا و 50 جريحا. وفي مدينة كركوك الواقعة شمال العراق انفجرت سيارة مفخخة كانت متوقفة في موقف للسيارات تابع لمكتب الأمن المحلي مما أسفر عن مقتل 13 وترك حوالي 60 جريحا. هزت عدة انفجارات أخرى العاصمة بغداد، ووقع العديد من قذائف الهاون على مقربة من المنطقة الخضراء وتفجير انتحاري اخر وقع قرب مبنى المخابرات مقابل وزارة الخارجية أدى إلى مقتل ثلاثة اشخاص وأصابة تسعة آخرين. والعديد من التفجيرات وإطلاق النار في مدن مختلفة من البلاد(الفلوجة وسامراء وبيجي والحلة واللطيفية، طوز خورماتو). انفجار سيارة ملغومة في الرمادي أدى إلى مقتل اثنين وجرح 11، كما أطلق مسلحون مجهولون النار وقتلوا اثنين من ضباط الشرطة في قرية مجاورة. السلطات المحلية في مدينة بعقوبة فكتت بنجاح مالا يقل عن ثمانية عبوات ناسفة.